# Долгоруково (Мокшанский район)
Долгоруково — село в Мокшанском районе Пензенской области России. Входит в состав Чернозерского сельсовета.

## География
Село находится в северной части Пензенской области, в пределах Сурско-Мокшанской возвышенности, в лесостепной зоне, на левом берегу реки Мокши, на расстоянии примерно 26 километров (по прямой) к северо-западу от рабочего посёлка Мокшан, административного центра района. Абсолютная высота — 161 метр над уровнем моря.

### Климат
Климат характеризуется как умеренно континентальный, с холодной продолжительной зимой и тёплым летом. Среднегодовая температура воздуха — 4,6 °C. Средняя температура воздуха самого тёплого месяца (июля) — 19 °C; самого холодного (января) — −13 °C. Безморозный период длится 150 дней. Продолжительность вегетационного периода — в среднем 144 дня. Среднегодовое количество атмосферных осадков варьируется от 480 до 500 мм, из которых большая часть выпадает в тёплый период. Снежный покров устанавливается в конце ноября и держится в течение 141 дня.

### Часовой пояс
Село Долгоруково, как и вся Пензенская область, находится в часовой зоне МСК (московское время). Смещение применяемого времени относительно UTC составляет +3:00.

## Население
| 1747  | 1782  | 1864  | 1877  | 1897  | 1912  | 1926  |
| ----- | ----- | ----- | ----- | ----- | ----- | ----- |
| 900   | ↗1500 | ↗2923 | ↘2836 | ↗3673 | ↗4289 | ↗4996 |
| 1930  | 1939  | 1959  | 1970  | 1979  | 1989  | 1996  |
| ↗5245 | ↘3398 | ↘2588 | ↘1853 | ↘1346 | ↘880  | ↘809  |
| 2002  | 2010  |       |       |       |       |       |
| ↘693  | ↘569  |       |       |       |       |       |

### Национальный состав
Согласно результатам переписи 2002 года, в национальной структуре населения русские составляли 99 % из 693 чел.